# SpotemGottem
Nehemiah Lamar Harden (nascido em 19 de outubro de 2000), profissionalmente conhecido como SpotemGottem (estilizado como SPOTEMGOTTEM), é um rapper americano mais conhecido por seu single "Beat Box" de 2020, que alcançou a posição de número 12 na Billboard Hot 100. Ele é assinou contrato com a Geffen Records, Interscope Records e Rebel Music.

## Infância
Jovem estrela em ascensão, SpotemGottem nasceu em 19 de outubro de 2000, na Flórida, Estados Unidos. Ele cresceu em Jacksonville, Flórida. Crescendo nas ruas difíceis de Duval, característica da temática de suas músicas. Harden faz rap desde muito cedo, mas sua primeira chance de se tornar viral foi no blog Say Cheese aos 16 anos, com um video fazendo freestyle. Isso tornou ele em um artista viral com uma base de fãs crescente.

## Questões legais
Em junho de 2017, Harden foi preso e acusado de roubo de carro e porte de arma ilegal no condado de Duval, Flórida.
Em 15 de julho de 2021, ele foi preso por apontar uma pistola com mira a laser para um funcionário da garagem do hotel Miami Marriott e acusado de agressão agravada com arma de fogo e porte de arma de fogo.
Em 17 de setembro de 2021, Harden foi baleado no quadril em um tiroteio enquanto dirigia seu carro na rodovia I-95 em Miami.

## Discografia

### Mixtapes
| Título            | Detalhes | Melhor posição nas paradas |
| Título            | Detalhes | US                         |
| ----------------- | --- | -------------------------- |
| Final Destination | - Lançado em: 18 de dezembro de 2020 - Gravadora: Rebel, INgrooves - Formatos: Digital download, streaming      | 70                         |
| Most Wanted       | - Lançado em: 21 de maio de 2021 - Gravadora: Rebel, Geffen, Interscope - Formatos: Digital download, streaming | 103                        |

### Singles
| Título               | Ano  | Melhor posição nas paradas | Melhor posição nas paradas | Melhor posição nas paradas | Melhor posição nas paradas | Álbum                             |
| Título               | Ano  | US                         | US R&B/HH                  | CAN                        | NZ Hot                     | Álbum                             |
| -------------------- | ---- | -------------------------- | -------------------------- | -------------------------- | -------------------------- | --------------------------------- |
| "Beat Box"           | 2020 | 12                         | 6                          | 55                         | 21                         | Final Destination and Most Wanted |
| "Attic"              | 2020 | —                          | —                          | —                          | —                          | Final Destination                 |
| "Ridin' With Ya Bae" | 2020 | —                          | —                          | —                          | —                          | Final Destination                 |
| "Flaws"              | 2020 | —                          | —                          | —                          | —                          | Final Destination                 |
| "Federal"            | 2021 | —                          | —                          | —                          | —                          | Most Wanted                       |